# Споменик природе Пећински систем Језава
Споменик природе Пећински систем Језава је понор и природни споменик под заштитом у Републици Србији.

## Георгафски положај
Источна Србија, североисточни део планине Калафата (839 m), која се издваја и као северозападни део Сврљишких планина. Територија општине Сврљиг, атар села Копајкошара.

## Основне одлике
Пећински систем Језава је тунелски речни пећински систем проходан својим највећим делом. Значајан је као тип тунелског пећинског система развијеног у више генетских нивоа и односа вертикалне сукцесије и хоризонталне дивергенције пећинских канала. Ово је посебно изражено у врелском делу система са пет сувих улаза и једним стално потопљеним на сифону врела Језаве. У доминантном флувио красу и осамљеном красу Србије пећински систем Језава је значајан као репрезентативни пример овог типолошког и генетског односа. Посебно, вредност пећинског система Језаве се увећава тиме што се у његовој близини налази велики пећински систем Самар- Велики Пештер по чему је то редак пример у красу Србије да се два слична и независна тунелска система налазе у непосредној близини. Новија истраживања показују да је пећински систем Језаве са значајним билошким диверзитетом артроподске фауне, као и фосилне фауне плеистоцене и халоцене старости. Пећински систем Језаве на врелском облуку Бугар има пет сувих пећинских улаза, од којих су три код врела Језаве, два улаза су изнад ове морфолошке целине и одговарају нивоа Збега и један понорски (шести) улаз је на пречази слепе долине понорнице Језаве са западне стране кречњачког блока у који је усечен пећински систем. Улази на облуку Бигар удаљени су од села Копајкошаре 200-250 м, док је понорски улаз на пречази Слепе долине језаве од овог врелског облука преко северне падине узвишења Равниште (609 м) и висеће суве долине удаљен око 400 м.

## Систем заштите
Пећински систем Језава заштиту успостављен је у складу са важећим одредбама режим заштите III степена. Управљач добром је ЈП "Србија шуме", Нови Београд.